# Anii 1900 în film
- Anii 1890 în cinematografie — Anii 1900 în cinematografie — Anii 1910 în cinematografie

În anii 1900 au avut loc mai multe evenimente în industria filmului.
Mai multe filme de lung-metraj au fost produse în timpul anilor 1900:

## Filme
Aceasta este o listă incompletă de filme produse în anii 1900:

### A
- Alice in Wonderland (1903)

### B
- Ben-Hur (1907)

### C
- A Corner in Wheat (1909)

### E
- Electrocuting an Elephant (1909)

### F
- The Fairylogue and Radio-Plays (1908)

### G
- The Great Train Robbery (1903)

### H
- Humorous Phases of Funny Faces (1906)

### I
- The Impossible Voyage (1904)

### J
- Jack Frost (1906)

### L
- Lady Helen's Escapade (1909)
- Life of an American Fireman (1903)
- L'Enfant Prodigue (1907)

### N
- The Night Before Christmas (1905)

### S
- Star Theatre (1901)
- The Story of the Kelly Gang (1906)

### T
- A Trap for Santa Claus (1909)
- Le Voyage dans la Lune (1902)

### U
- Uncle Tom's Cabin (1903)

### W
- Way Down East (1908)
- The Whole Dam Family and the Family Dog (1905)

## Nașteri
1900: